# Jack Dunn
John "Jack" Edward Powell Dunn (Royal Tunbridge Wells, Inglaterra, 28 de março de 1917 – Los Angeles, Califórnia, 16 de julho de 1938) foi um patinador artístico britânico, que competiu no individual masculino. Ele conquistou uma medalha de prata em campeonatos mundiais. Tomlins disputou os Jogos Olímpicos de Inverno de 1936 terminando na sexta posição.

## Principais resultados
| Resultados                                            | Resultados    | Resultados       | Resultados    | Resultados    | Resultados    | Resultados    | Resultados    | Resultados    | Resultados    | Resultados    | Resultados    | Resultados    | Resultados    | Resultados    |
| Internacional                                         | Internacional | Internacional    | Internacional | Internacional | Internacional | Internacional | Internacional | Internacional | Internacional | Internacional | Internacional | Internacional | Internacional | Internacional |
| Evento/Temporada                                      | 1933– 1934    | 1934– 1935       | 1935– 1936    |               |               |               |               |               |               |               |               |               |               |               |
| ----------------------------------------------------- | ------------- | ---------------- | ------------- | ------------- | ------------- | ------------- | ------------- | ------------- | ------------- | ------------- | ------------- | ------------- | ------------- | ------------- |
| Jogos Olímpicos                                       |               |                  | 6.º           |               |               |               |               |               |               |               |               |               |               |               |
| Campeonato Mundial                                    |               | Medalha de prata | 4.º           |               |               |               |               |               |               |               |               |               |               |               |
| Campeonato Europeu                                    | 6.º           | 4.º              |               |               |               |               |               |               |               |               |               |               |               |               |
|                                                       |               |                  |               |               |               |               |               |               |               |               |               |               |               |               |
| Legenda: Competição não foi disputada nesta temporada |               |                  |               |               |               |               |               |               |               |               |               |               |               |               |